# Casa Maroto
La Casa Maroto es una construcción ubicada en la comuna de La Reina, Región Metropolitana de Santiago, Chile. Datada en el año 1920, está emplazada en las esquinas de la avenida Ossa y la calle Hanover, frente a la Plaza Egaña.

## Historia
Esta casa de valor histórico y artístico se caracteriza por su estilo arquitectónico italiano de comienzos del siglo XIX. Fue construida en 1920 por Rafael Maroto Hurtado, nieto del general realista durante la Batalla de Chacabuco, Rafael Maroto, I conde de Casa Maroto. Durante la década de 1960 fue donada a la Cruz Roja Chilena, hasta su venta en 2006. Durante el terremoto de Chile de 2010 sufrió algunos daños estructurales.
A partir de octubre de 2013 funciona como centro cultural, albergando al Club de Jazz de Santiago.